# 大井村 (三重県)
大井村（おおいむら）は三重県一志郡にあった村。現在の津市一志町の中部、雲出川の中流域、近鉄大阪線の伊勢石橋駅から名松線の井関駅・伊勢大井駅にかけての区域にあたる。

## 地理
- 河川：雲出川、波瀬川、三ヶ野川

## 歴史
- 1889年（明治22年）4月1日 - 町村制の施行により、大仰村・井生村・石橋村・井関村の区域をもって発足。
- 1955年（昭和30年）1月15日 - 波瀬村・川合村・高岡村と合併して一志町が発足。同日大井村廃止。

## 村長
- 松本一郎

## 交通

### 鉄道路線
- 日本国有鉄道
  - 名松線
    - 井関駅 - 伊勢大井駅
- 近畿日本鉄道
  - 大阪線
    - 伊勢石橋駅
- 中勢鉄道
  - 鉄道線（1943年廃止）
    - 石橋駅 - 片山駅 - 大仰駅 - 誕生寺駅